# Autovía A-63
Die Autovía A-63 oder Autovía Oviedo–La Espina ist eine teilweise fertiggestellte Autobahn in Spanien. Sie verläuft vollständig in der Provinz Asturien und verbindet im fertigen Zustand auf einer Länge von rund 50 Kilometern die Provinzhauptstadt Oviedo mit den westlich gelegenen Gemeinden Grado, Salas und La Espina. Eine Verlängerung um 23 Kilometer von La Espina nach Norden zur A-8 nahe der Gemeinde Canero ist in Planung.
Im Endzustand besteht die Autobahn aus zwei baulich getrennten Richtungsfahrbahnen mit jeweils zwei Fahrstreifen und einem zusätzlichen Standstreifen. Die Anschlussstellen sind höhenfrei ausgebildet. Die Linienführung der Autobahn weist aufgrund der bestehenden Hügellandschaft eine hohe Kurvigkeit auf. Zudem befinden sich im Verlauf einige Tunnel- und Brückenbauwerke.
Die Autobahn wird gebaut, um sowohl die Erschließung des asturischen Hinterlandes als auch die Erreichbarkeit der Provinzhauptstadt zu verbessern. Bisher ist die Strecke zwischen der A-66 bei Oviedo bis nach Cornellana durchgängig als Autovia befahrbar. Der Abschnitt zwischen Cornellana und Salas befindet sich seit Oktober 2019 in Bau und soll 2023 für den Verkehr freigegeben werden.[veraltet] Zwischen Salas und La Espina wird die Strecke als Nationalstraße 634 geführt, da bisher nur eine Fahrbahn hergestellt ist. Mit dem Bau der zweiten Richtungsfahrbahn wurde nach der Ausschreibung Anfang 2019 begonnen. Der erste Abschnitt mit einer Länge von rund 5 Kilometern von Salas bis zum Viadukt El Regueirón konnte im November 2022 eröffnet werden. Die Gesamtfertigstellung der zweiten Richtungsfahrbahn bis La Espina ist für das Jahr 2024 geplant.[veraltet]

## Baufortschritt
| Abschnitt                           | Länge   | Verkehrsübergabe  | Stand (April 2019) |
| ----------------------------------- | ------- | ----------------- | ------------------ |
| A-66 – Latores                      | 04,1 km | 28. Dezember 1999 | In Betrieb         |
| Latores – Trubia                    | 05,7 km | 13. August 2003   | In Betrieb         |
| Trubia – Llera                      | 04,3 km | 31. Dezember 2005 | In Betrieb         |
| Llera – Grado (erste Fahrbahn)      | 08,7 km | 14. Februar 2004  | In Betrieb         |
| Llera – Grado (zweite Fahrbahn)     | 08,7 km | 31. Oktober 2007  | In Betrieb         |
| Variante de Grado                   | 02,0 km | 6. Februar 2008   | In Betrieb         |
| Grado – Doriga                      | 04,0 km | 7. Juli 2010      | In Betrieb         |
| Doriga – Cornellana                 | 02,4 km | 26. Dezember 2017 | In Betrieb         |
| Cornellana – Salas                  | 07,3 km | geplant 2023      | In Bau             |
| Salas – La Espina (erste Fahrbahn)  | 12,0 km | 22. März 2012     | In Betrieb         |
| Salas – La Espina (zweite Fahrbahn) | 12,0 km | geplant 2024      | In Bau             |
| La Espina – Canero (A-8)            | 23,0 km |                   | In Planung         |